# Jan-Olof Westin
Jan-Olof Westin, född 11 januari 1921 i Danderyd, död 5 januari 1992 i Enskede, var en svensk målare
Han var gift med Ingrid Westin. Tillsammans med Solveig Lindkvist-Pripp ställde han ut i Uddevalla och tillsammans med Jan Folin och Otto Klank i Degerfors. Han medverkade i ett flertal värmländska grupputställningar. Hans konst består av stilleben, porträtt och landskapsskildringar med fjällmotiv. 